# Black Heaven (groupe)
Black Heaven est un groupe de synthpop allemand. Ce groupe est originaire de Cologne, en Rhénanie-du-Nord-Westphalie et a été formé en 2000 par Tina et Martin Schindler.

## Biographie
Black Heaven est formé en 2001 par le musicien et artiste allemand Martin Schindler. Un an plus tôt, Schindler avait déjà lancé le projet Metal Mantus. Avec Black Heaven, il souhaitait mettre en œuvre l’idée de travailler davantage avec des éléments de musique électronique qu’avec un projet de heavy metal.
Alternant une voix féminine, il fait participer sa sœur et chanteuse Tina Schindler (Thalia) au projet. Tous les instruments et éléments électroniques sont enregistrés par Martin Schindler. Black Heaven sont des productions purement studio et il n'y a donc pas de performances scéniques.
Schindler explique concernant le nom du groupe que : « En général, les noms de groupes sont toujours importants car ils correspondent à l'atmosphère de la musique. Black Heaven est simplement la métaphore d'un ciel noir et vide. Et cela incarne cette musique : désespoir, solitude et impiété. »

## Membres
- Tina Schindler (Thalia) - chant
- Martin Schindler - chant, tous les instruments

## Discographie
- 2001 : Chapter One
- 2002 : Obscurity
- 2003 : End of the World (EP)
- 2004 : Trugbild
- 2007 : Kunstwerk
- 2008 : Negativ
- 2009 : History (best of - 2001-2008)
- 2011 : Dystopia[2]